# آنالیز پنهان مفهومی احتمالی
آنالیز پنهان مفهومی یک روش در پردازش زبان طبیعی است که در مدل سازی ارتباط مفهومی بین تعدادی متن بر اساس مجموعهٔ کلماتی که دربردارند کاربرد دارد. تفاوت این مدل با آنالیز پنهان مفهومی در آن است که این مدل نسخهٔ احتمالی آن است. در نسخه‌های بعدی مانند مدل عناوین این مدل احتمالی عملکردی بهتر و پیچیده تری پیدا کرده‌است.